# Zalaszentbalázs
Zalaszentbalázs là một thị trấn thuộc hạt Zala, Hungary. Thị trấn này có diện tích 20,99 km², dân số năm 2010 là 818 người, mật độ 39 người/km².